# Франческо Чилеа
Франческо Чилеа (също Силеа) е италиански композитор. Известен е най-вече с оперите си „Арлезианката“ и „Адриана Лекуврьор“.

## Биография
Роден на 23 юли 1866 година в Палми, близо до Реджо ди Калабрия. Чилеа изявява от рано музикална склонност, когато на четиригодишна възраст чува изпълнение на Норма на Винченцо Белини и е силно впечатлен от нея. Изпратен е да учи музика в Консерваторията Сан Пиетро Майела в Неапол, където бързо демонстрира трудолюбието и преждевременния си талант, спечелвайки златен медал от Министерство на образованието.
През 1889 г., за последния си изпит в края на курса си, той представя своята опера „Джина“, с либрето на Енрико Голишани, което е адаптирано от старата френска пиеса „Катрин“, или „La Croix d'or“ от барон Ан-Оноре-Жозеф Дюверие де Мелесвил (1787 – 1865). Тази „мелодрама идилико“ е представена в колежанския театър и привлича вниманието на издателите Сонсоньо (Sonzogno), които организират втора постановка във Флоренция през 1892 година.
Сонсоньо поръчава на Чилеа Тилда, веристка опера в три кратки действия, по подобие на Селска чест на Пиетро Маскани. С либрето на Анджело Занардини, Ла Тилда има успешно първо представление през април 1892 г. в „Театро Паляно“ във Флоренция, а след представления в редица италиански театри, пристига на изложението във Виена на 24 септември 1892 г., заедно с други произведения от фирма Сонсоньо. Композиторът никога не е проявявал особен интерес към това произведение, чиято тема с неохота се е съгласил да използва в музиката, за да угоди на Сонсоньо и да избегне отхвърлянето на рядка професионална възможност. Загубата на оркестровата партитура попречва на съвременното възраждане на това произведение, чиито свежи и завладяващи мелодии въпреки това могат да бъдат открити в транскрипцията за глас и пиано.
На 27 ноември 1897 г. в театър „Лирико“ в Милано се състои премиерата на третата опера на Чилеа, Арлезианката, по пиесата на Алфонс Доде, с либрето на Леополдо Маренко. Сред актьорския състав е младият Енрико Карузо, който изпълнява с голям успех Lamento di Federico: È la solita storia del pastore, романса, който запазва жив спомена за операта и до днес. В действителност Арлезианката е неуспех. Чилеа, убеден в стойността на произведението, се опитва многократно да го поправи, правейки драстични и подробни промени през останалата част от живота си. В партитурата, която чуваме днес, е трудно да се намери една линия, която да е напълно непроменена от оригинала. Преработената опера обаче все още не е била успешна, с изключение на кратък период от 30-те години, когато се е възползвала от политическата подкрепа, която композиторът е установил чрез личен контакт с Бенито Мусолини.
Отново в театър „Лирико“ в Милано, на 6 ноември 1902 г. и отново с Енрико Карузо, композиторът печели ентусиазиран прием за Адриана Лекуврьор, опера с 4 действия и либрето на Артуро Колаути, представена в Париж през 18 век и по пиеса от Йожен Скриб. Адриана Лекуврьор е операта на Чилеа, която днес е най-популярна сред международната публика и разкрива спонтанността на мелодичния стил, извлечен от неаполитанската школа, съчетан с хармонично и тонално засенчване, повлияно от френски композитори като Жул Масне.
Съществуват редица съществуващи примери, документиращи скромните умения на Чилея като изпълнител. На пианото Чилеа придружава (не твърде елегантно) Карусо в запис на част от дуета Non piu nobile и по същото време прави нов запис с баритона Де Лука (ноември 1902 г.). През 1904 г. за „Грамофон“ (и „Пишеща машина“) той придружава тенора Фернандо де Лусия в L’Anima ho stanca от Адриана Лекуврьор и в песента Lontananza усилие, което критикът Майкъл Хенсток (в биографията му на Де Лука) заявява, е едва ли е вдъхновен от изящните изпълнения на Де Лука. Дори като се имат предвид грубите техники на запис, свиренето на пиано на Чилея изглежда плоско и безжизнено.
Последната опера на Чилея, чиято премиера е в „Ла Скала“ в Милано на 15 април 1907 г. под диригентската палка на Артуро Тосканини, е трагедията „Глория“ в 3 действия, отново с либрето на Колати, по пиеса на Викториен Сарду. Операта е свалена от афиша само след две представления. Провалът на тази творба, въпреки че композиторът се опитва да направи по-късна редакция, е достатъчен, за да го накара да изостави окончателно оперната сцена. Обаче има индикации за някои неизпълнени по-късно оперни проекти, които оцеляват като части или скици на либрети, като Il ritorno dell'amore от Ренато Симони, Малена от Еторе Москино и La rosa di Pompei, също от Москино (от „Неапол, 20 май 1924 г.“). Някои източници също се позовават на опера от 1909 г., завършена, но никога изпълнявана, наречена Il matrimonio selvaggio, но нито едно копие от това не е оцеляло, а самият Чилея не я споменава в своите томове на мемоари („Ricordi“).
Независимо от това, той продължава да композира камерна музика и малко оркестрова музика. През 1913 г. създава симфонична поема в чест на Джузепе Верди със стихове на Сем Бенели, която е изпълнена за първи път в театъра Карло Феличе в Генуа. След това той се посвещава основно на образованието и става директор на консерваторията Винченцо Белини в Палермо. След това, в своята алма-матер, консерваторията Сан Пиетро Майела в Неапол, където завършва учителската си кариера през 1936 г.
През последните му години зрението на Чилеа отслабва, но умът му е достатъчно активен, за да насърчава и да работи с певците. Сред последните му музикални занимания е първенството му на сопрана Магда Оливеро (1910 – 2014), чиито изпълнения в главната роля на Адриана Лекуврьор будят особено възхищение. Чилеа умира във Вараце, град близо до Савона в Лигурия, който му преглага почетно гражданство и където прекарва последните години от живота си. Музикалната консерватория и Общинският театър на Реджо ди Калабрия биват преименувани в негова памет, а родният му град Палми построява мавзолей в негова памет, украсен със сцени от мита за Орфей.

## Произведения

### Опери
- Джина (февруари 1889, Театър Conservatorio S. Pietro alla Majella, Неапол)
- La Tilda (април 1892, Театър Паляно, Флоренция)
- L'Arlesiana (ноември 1897, Театър Лирико, Милано)
  - първа ревизия (октомври 1898, Милано)
  - втора ревизия (1910)
  - трета ревизия (1937)
- Адриана Лекуврер (ноември 1902, Театър Лирико, Милано)
- Глория (април 1907, Театър Ла Скала, Милано)
  - ревизия (1932)

### Други произведения
- Foglio d'album, Op. 41
- Gocce di rugiada
- L'arcolaio
- Мелодия (фа мажор)
- Симфонична поема в чест на Джузепе Верди
- Романза (мажор)
- Соната за виолончело и пиано ре мажор, Op. 38 (1888)
- Валс ре-бемол мажор

### Глас и пиано
- Романза, текст на Джузепе Флорио (1883)
- Литания I, текст от Литания от Лорето (1887)
- Литания II, текст от Литания от Лорето (1887)
- Bionda ларва, текст от Енрико Golisciani (1888)
- Серената (L'aere imbruna), текст на Джузепе Песина
- Il mio canto, текст Анджело Биньоти
- Серената (Mormorante di tenero desio), текст на П. Джо
- Non ti voglio amar? ..., текст на Джузепе Песина (1890)
- Алба новела, текст на Леополдо Маренко (1897)
- Лонтананза!, текст от Ромео Каругати (I версия 1904; II версия 1944)
- Мазурка, текст на А. Вила (1904)
- Nel ridestarmi, текст отФелис Софре (1921)
- Vita breve (Una lettera), текст на Ани Виванти (1921 – 1923)
- Мария-Маре, текст от Кармело Пуджия (1933)
- Ninnananna popolare savoiarda, текст, преписан от Джорджо Наталети (1934)
- Поздрав, o genti umane affaticate!, текст на Джозуе Кардучи (I версия 1934; II версия 1943)
- Dolce amor di Povertade, текст от Anonymous, (1943)
- Statuit ei Dominus, текст от Мъдростта на Сирах – Библия (1943)
- Tre vocalizzi da concerto (1928)
  - I. Gaiezza
  - II. Долоре
  - III. Festosità
- Tre vocalizzi (1930)
  - I. Voce Grave
  - II. Voce Media
  - III. Voce Acuta